# Denice
Denice är en ort och kommun i provinsen Alessandria i regionen Piemonte i Italien. Kommunen hade 173 invånare (2018).